# Beau Molenaar
Beau Molenaar (Alkmaar, 10 marzo 1985) è un calciatore olandese, portiere dell'Alcmaria.

## Carriera

### Club
Molenaar cominciò la carriera con la maglia dell'AZ Alkmaar, per poi passare all'Omniworld, formazione all'epoca militante nell'Eerste Divisie. Giocò 63 partite in questa divisione, prima di trasferirsi ai ciprioti dell'Apollon Limassol. Nel 2008, passò ai norvegesi del Notodden, per cui debuttò nell'Adeccoligaen in data 13 luglio, subentrando a Nuno Marques nella sconfitta per 2-3 contro lo Start.
Circa un mese più tardi, fu ingaggiato dallo Haugesund, esordendo con questa casacca il 6 agosto, quando mantenne la porta imbattuta nella vittoria per 2-0 sul Sogndal. Nel 2009, si trasferì in prestito allo Skeid, per cui disputò il primo match in occasione della vittoria per 1-0 sul Bryne. Nel 2010, tornò allo Haugesund, dove non giocò alcun incontro di campionato.
Nel 2011, militò nelle file dell'Åkra. Dal 2012, invece, rientrò in patria per giocare nell'AFC.